# Saraiu
Saraiu község Constanța megyében, Dobrudzsában, Romániában. A hozzá tartozó települések: Dulgheru, Stejaru.

## Fekvése
A település az ország délkeleti részén található, Konstancától nyolcvanegy kilométerre északnyugatra, a legközelebbi várostól, Hârşovától tizenhét kilométerre északkeletre.

## Története
Régi török neve Saray. A települést 1877-ben alapították tatár és török családok. Az első román telepesek 1878-ban érkeztek, a közeli Ialomița és Brăila megyékből. 1883-ban pedig Erdélyből érkező mokány családokkal folytatódott a község elrománosítása.

## Lakossága
A nemzetiségi megoszlás a következő:
| 2002      | 2002 | 2002   |
| --------- | ---- | ------ |
| Románok   | 1479 | 99,73% |
| Lipovánok | 2    | 0,13%  |
| Magyarok  | 2    | 0,13%  |
| Összesen  | 1483 | 100,0% |